# Blanco fantasma
En la web color el  blanco fantasma es un color blanco asociado con lo que se imagina el color muy esteriotipada de un fantasma.
No hay evidencia de que este nombre de color estaba en uso antes del X11, los nombres  de los colores se inventaron en 1987.